# Neurolyga
Neurolyga är ett släkte av tvåvingar som beskrevs av Camillo Rondani 1840. Neurolyga ingår i familjen gallmyggor.

## Dottertaxa tillNeurolyga, i alfabetisk ordning[1][2]
- Neurolyga acuminata
- Neurolyga angulosa
- Neurolyga barsovi
- Neurolyga bifida
- Neurolyga bilobata
- Neurolyga collaris
- Neurolyga commutata
- Neurolyga constricta
- Neurolyga coronata
- Neurolyga degenerans
- Neurolyga denningi
- Neurolyga excavata
- Neurolyga fenestralis
- Neurolyga fulva
- Neurolyga gressitti
- Neurolyga hastagera
- Neurolyga hyperborea
- Neurolyga longipes
- Neurolyga lonsdalensis
- Neurolyga montana
- Neurolyga obsoleta
- Neurolyga ovata
- Neurolyga paludosa
- Neurolyga pritchardi
- Neurolyga punctata
- Neurolyga semicircula
- Neurolyga spinifera
- Neurolyga subarctica
- Neurolyga subbifida
- Neurolyga sylvestris
- Neurolyga terricola
- Neurolyga texana
- Neurolyga truncata
- Neurolyga turmalis
- Neurolyga vasilii
- Neurolyga venusta
- Neurolyga verna
- Neurolyga xylophila